# 玉龙嵩草
玉龙嵩草（学名：Carex tunicata）为莎草科薹草属下的一个种。